# Chrysophyllum bakhuizenii
Chrysophyllum bakhuizenii är en tvåhjärtbladig växtart som beskrevs av Pieter van Royen. Chrysophyllum bakhuizenii ingår i släktet Chrysophyllum och familjen Sapotaceae.
Artens utbredningsområde är Papua Nya Guinea. Inga underarter finns listade i Catalogue of Life.